# John R. Baines
Pour les articles homonymes, voir Baines.
John R. Baines (né en 1946), est professeur d'égyptologie au département Études orientales à l'université d'Oxford.

## Publications
- avec Jaromir Málek, Cultural atlas of Ancient Egypt, Facts on File, 1980 (réimpr. Checkmark Books (October 2000)), 240 p. (ISBN 978-0-87196-334-5 et 978-0816040360) ;
- avec Jaromir Málek, Atlas of ancient Egypt, New York, Facts on File Publications, 1980 (ISBN 0-87196-334-5) ;
- Fecundity figures : Egyptian personification and the iconology of a genre, Aris & Phillips, 1984, 446 p. (ISBN 978-0-86516-122-1) ;